# Kuroshima (Kagoshima)
Kuroshima (黒島) ist eine Insel der japanischen Ōsumi-Inseln in der Präfektur Kagoshima.

## Geographie
Kuroshima hat eine Fläche von 15,37 km² bei einem Umfang von 20,1 km. Die höchste Erhebung bildet der Yaguradake und erreicht 620,4 m. Auf der Insel gibt es zwei Dörfer mit jeweils einem Hafen: Osato (大里) im Osten und Katadomari (片泊) im Westen. Es führen Bootsverbindungen über Takeshima und Iōjima bis zum Hafen von Kagoshima.
Im Jahr 2020 betrug die Einwohnerzahl 194 und war damit rückläufig gegenüber 245 Einwohnern im Jahr 1995.
| Jahr          | 1995 | 2000 | 2005 | 2010 | 2015 | 2020 |
| ------------- | ---- | ---- | ---- | ---- | ---- | ---- |
| Einwohnerzahl | 245  | 259  | 239  | 208  | 190  | 194  |